# Bernon Ferguson Mitchell
Bernon Ferguson Mitchell (Eureka, Estados Unidos, 11 de marzo de 1929-San Petersburgo, Rusia, 12 de noviembre de 2001) criptólogo que trabajando para la NSA huyó en septiembre de 1960 a la Unión Soviética, junto con William Hamilton Martin, en lo que se llamaría la deserción de los agentes Martin y Mitchell. Una vez allí revelaron información considerada secreta en Estados Unidos.

## Biografía
Nació en Eureka (California) donde pasaría su infancia y adolescencia. Se alistó en la armada tras un año de universidad. Adquirió experiencia como criptólogo durante su servicio militar en la armada de 1951 a 1954. Sirvió en Japón para el grupo de seguridad naval en Kami Seya donde conoció y mantiene el contacto con William Hamilton Martin. Se quedó un año más en Japón trabajando para la Agencia de seguridad de la armada. Tras su servicio militar se licenció en la Universidad de Stanford. En 1957 se alistó en la NSA, el mismo día que William Hamilton Martin. En septiembre de 1960 huye, junto con William Hamilton Martin, a la Unión Soviética donde revela información secreta (caso Martin y Mitchell).
Una vez en la Unión Soviética renunció a su ciudadanía estadounidense y se quedó para siempre en la Rusia.